# گلیچ پروداکشنز
گلیچ پروداکشنز (به انگلیسی: Glitch Productions) یک استودیو پویانمایی رایانه‌ای استرالیایی می‌باشد که دفتر مرکزی آن در سیدنی، نیونیو ساوت ولز قرار دارد.